# Valentin Feurstein
Valentin Feurstein (né le 1er janvier 1885  à Bregenz et mort le 8 juin 1970 à Innsbruck) est un General der Gebirgstruppe autrichien qui a servi au sein de la Heer allemande dans la Wehrmacht pendant la Seconde Guerre mondiale.
Il a été récipiendaire de la croix de chevalier de la croix de fer. Cette décoration est attribuée pour récompenser un acte d'une extrême bravoure sur le champ de bataille ou un commandement militaire avec succès.

## Biographie
Valentin Feurstein sert dans la Österreichisches Bundesheer (armée autrichienne) dans les années 1930. Il sert comme commandant de la 3. Division (stationné à Sankt Pölten). Après l'Anschluss et l'incorporation de la Bundesheer dans la Wehrmacht, Valentin Feurstein sert comme général dans l'armée allemande.
Il commande la 2e division de montagne pendant l'Opération Fall Weiss et pendant la campagne norvégienne. En 1941, il est promu General der Gebirgstruppe (général des troupes de montagne ou Gen.d.Geb.Tr.). Il sert aussi sur le front italien en 1943. Il reçoit la croix de chevalier de la croix de fer le 12 août 1944.
Valentin Feurstein est commandant de la ville de Bregenz en 1945 et a tenté de sauver Bregenz en la déclarant zone de non-combat.
Valentin Feurstein est capturé par les forces alliées le 29 avril 1945 et est interné comme prisonnier de guerre jusqu'au 28 août 1948.
Il est décédé le 8 juin 1970 à Innsbruck en Autriche.

## Promotions militaires
| Leutnant                  | 18 août 1906       |
| Oberleutnant              | 1er novembre 1911  |
| Hauptmann                 | 1er mai 1915       |
| Major                     | 1er juillet 1920   |
| Oberstleutnant (tire)     | 1er janvier 1921   |
| Oberstleutnant            | 1er septembre 1924 |
| Oberst                    | 30 septembre 1928  |
| Generalmajor              | 25 juin 1935       |
| Generalleutnant           | 1er juin 1939      |
| General der Gebirgstruppe | 1er septembre 1941 |

## Décorations
- Ordre de la Couronne de fer 3e classe avec décoration de guerre et glaives
- Croix du Mérite militaire (Autriche) 3e classe avec décoration de guerre et glaives
- Médaille du Mérite militaire (Autriche)
  - en argent avec glaives
  - en aronze avec glaives
- Croix du Jubilé militaire
- Ordre du Mérite militaire (Bavière) 4e classe avec glaive et couronne
- Croix d'honneur pour combattants 1914-1918
- Médaille des Sudètes avec barrette du château de Prague
- Croix de fer (1939)
  - 2e classe
  - 1re classe
- Croix de chevalier de la croix de fer
  - Croix de chevalier le 12 août 1944  en tant que General der Gebirgstruppe et commandant du LI. Gebirgs-Armeekorps[1]
- Mentionné dans le bulletin quotidien radiophonique de l'armée : Wehrmachtbericht le 23 mai 1943